# Кейдар, Мордехай
Мордехай (Моти) Кейдар (ивр. מרדכי קידר‎, араб. مردخاي كيدار‎; род. 1952, Тель-Авив) — востоковед и профессор кафедры арабского языка в университете Бар-Илан, и научный сотрудник Центра стратегических исследований Бегина-Садата при университете Бар-Илан, специализируется на арабских странах, среди прочего, на режиме Хафеза Асада в Сирии.

## Биография
C 1970 по 1995 Кейдар служил в АМАНе, дослужился до звания подполковника. Специализировался на исламских группировках, политическом дискурсе арабских стран, арабской прессе и средствах массовой информации, и сирийской внутренней политике.
Учился в университете имени Бар-Илана, в 1981—1983 годах — на степень бакалавра по арабскому и политологии, в 1991—1997 годах учился в докторантуре на кафедре арабского языка. Его диссертация была на тему «Общественно-политический язык режима Асада в Сирии и пути его выражения» С 2000 года преподаёт в университете Бар-Илана.